# Du bist die Richtige
Du bist die richtige è un film del 1955, diretto da Erich Engel e Josef von Báky.

## Trama
Il pianista Paul Martens intrattiene gli invitati ad un ricevimento domestico a casa della sua amica di lunga data Käthe e delle figlie gemelle di lei, le giovani Gerda e Toni.
Intanto in una clinica il chirurgo Stefan Selby, tramite una delicata operazione urgente, salva la vita di una bambina, figlia di un principe orientale; poi telefona a sua moglie Danica, e, non trovandola a casa, rientrando si ferma presso Käthe.
Kathe è la prima moglie di Stefan, padre delle gemelle, dalla quale è separato da qualche tempo. Egli ha sposato in seconde nozze la giovane e querula Danica, ma evidentemente, quando si tratta di parlare seriamente, preferisce rivolgersi a Käthe. Le due donne, insieme a Stefan e Paul, che non disdegnerebbe allacciare un rapporto amoroso con Käthe, si incontrano in seguito, per caso, diverse volte, mantenendo un comportamento decisamente civile.
Toni è entusiasta della presenza di Paul, mentre Gerda, che pure con lui è in ottimi rapporti, sente maggiormente l’assenza del padre. La governante di casa di Käthe, Camilla, parteggia apertamente per il ritorno del dottor Stefan nella prima famiglia, che avverte essere possibile.
Il rapporto fra Stefan e Danica si deteriora progressivamente, specie quando Toni scopre che Danica tradisce il padre con il pittore Mario, col quale alla fine Danica parte lasciando il dottore, che peraltro è sollevato dalla piega presa dalla situazione. Paul, intanto, parte per una tournée.
Le due gemelle, all’aeroporto, salutano il padre che parte per l’oriente, invitato dal principe. Al fianco di Stefan c’è la donna giusta, Käthe.